# دوماشونگتسا
دوماشونگتسا (به لهستانی:  Domaszewnica) یک روستا در لهستان است که در گمینا اولان-مایورات واقع شده‌است. دوماشونگتسا ۶۳۰ نفر جمعیت دارد.